# Barry N. Malzberg
Barry Nathaniel Malzberg, né le 24 juillet 1939 à New York (État de New York) et mort le 19 décembre 2024 à Saddle River (New Jersey), est un écrivain et éditeur américain de science-fiction et heroic fantasy.
Ses livres sont souvent empreints de pessimisme et ils ne sont pas sans ressemblance avec les écrits de Kafka, notamment lorsque Malzberg traite les thèmes de la bureaucratie et la technologie qui déshumanisent le monde.

## Œuvres

### Romans
- (en) Oracle of the Thousand Hands, 1968
- Crève l'écran !, 1970 ((en) Screen, 1968)Réédition sous le titre Screen, L'Olivier, 2014
- (en) The Empty People, 1969
- (en) Dwellers of the Deep, 1970
- (en) The Falling Astronauts, 1971
- L'Univers est à nous, 1976 ((en) Universe Day, 1971)
- Apollo, et après ?, Casterman ((en) Beyond Apollo, 1972)
- (en) Overlay, 1972
- (en) Revelations, 1972
- Dans l'enclos, Casterman, 1977 ((en) In the Enclosure, 1973)
- Un monde en morceaux, 1975 ((en) Herowit's World, 1973)
- Service d'ordre, Champ Libre, coll. Chute libre, 1976 ((en) The Men Inside, 1973)
- (en) Phase IV, 1973
- (en) Tactics of Conquest, 1974
- La Destruction du temple, 1976 ((en) The Destruction of the Temple, 1974)
- Captain parano, 1976 ((en) On a planet Alien, 1974)
- (en) The Day of the Burning, 1974
- (en) The Sodom and Gomorrah Business, 1974
- (en) Guernica Night, 1975
- (en) Conversations, 1975
- (en) Galaxies, 1975
- (en) The Gamesman, 1975
- (en) The Running of Beasts, 1976Écrit avec Bill Pronzini.
- Scop, 1977 ((en) Scop, 1977)
- (en) Acts of Mercy, 1977Écrit avec Bill Pronzini.
- (en) The Last Transaction, 1977
- (en) Chorale, 1978
- La nuit hurle, Fleuve noir série Engrenages, 1983 ((en) Nightscreams, 1979)Écrit avec Bill Pronzini. Réédition, Rivages, coll. « Rivages/Noir », no 78, 1989
- (en) Prose Bowl, 1980Écrit avec Bill Pronzini.
- (en) The Cross of Fire, 1982

### Recueils de nouvelles
- (en) Final War and Other Fantasies, 1969
- (en) In the Pocket and Other S-F Stories, 1971
- (en) Out from Ganymede, 1974
- (en) The Many Worlds of Barry Malzberg, 1975
- (en) Down Here in the Dream Quarter, 1976
- (en) The Best of Barry N. Malzberg, 1976
- (en) Malzberg at Large, 1979
- (en) The Man Who Loved the Midnight Lady, 1980
- (en) The Passage of the Light: The Recursive Science Fiction of Barry N. Malzberg, 1994
- (en) In the Stone House, 2000
- (en) On Account of Darkness and Other SF Stories, 2004Écrit avec Bill Pronzini.
- (en) The Very Best of Barry N. Malzberg, 2013
- (en) Collaborative Capers, 2023
- (en) Collecting Myself: The Uncollected Stories of Barry N. Malzberg, 2024

### Nouvelles traduites en français
- L’État de l’art, 1978 ((en) State of the Art, 1974)
- Notes pour un roman sur le premier vaisseau atterrissant sur Vénus (1975)